# 31086 Gehringer
31086 Gehringer è un asteroide della fascia principale. Scoperto nel 1997, presenta un'orbita caratterizzata da un semiasse maggiore pari a 3,0863144 UA e da un'eccentricità di 0,2213012, inclinata di 1,95010° rispetto all'eclittica.
Dal 28 gennaio al 28 marzo 2002, quando 32569 Deming ricevette la denominazione ufficiale, è stato l'asteroide denominato con il più alto numero ordinale. Prima della sua denominazione, il primato era di 29463 Benjaminpeirce.
L'asteroide è dedicato all'astronomo amatoriale statunitense Thomas P. Gehringer.